# Bauer Aufzug
Bauer Aufzug GmbH & Co. KG war ein mittelständisches Unternehmen aus Augsburg, das Aufzüge herstellte.

## Geschichte
1921 gründete Gotthilf Bauer in der Augsburger Altstadt eine Firma zur Herstellung von Handwinden und Fassaufzügen für die Industrie und Brauereien. 1928 erfolgte der Bau erster größerer Aufzüge zur Personen- und Lastenbeförderung mit elektrischem Antrieb und die Umbenennung in die Gotthilf Bauer & Co. Aufzugfabrik Augsburg bzw. G. Bauer & Co. KG GmbH. In den Folgejahren erfolgte ein Bau zweier im Zweiten Weltkrieg zum Teil zerstörter Werkstätten an der Schwibbogenmauer.
In den 1950er Jahren begann dann der Bau von Selbstfahrer-Personenaufzügen, die die älteren Umstell- und Führeraufzüge ablösten. Der Firmengründer Gotthilf Bauer starb 1958.
1962 fand ein Neubau des Unternehmens an der Schafweidstraße statt. Bis zur Übernahme konzentrierte sich das Unternehmen auf Bau von schnelllaufenden Aufzugsanlagen. Daher wurden keine hydraulischen Systeme mehr gefertigt. Es erfolgte eine weitere Namensänderung in „Bauer Aufzug GmbH & Co. KG“. Diese bestand bis zur Übernahme durch KONE 1985 und wurde als Beiname bis zum Produktionsstopp 1989 fortgeführt.
1985 akquirierte die finnische Großgruppe KONE schließlich den Aufzugshersteller.

## Produktschwerpunkte
Der Aufzughersteller Bauer war wegweisend in der Erfindung und Produktion schneller Aufzugsanlagen. Infolgedessen konzentrierte sich der Hersteller auf Systeme mit Seilantrieb. Die Produktkategorien reichten von Personenaufzügen bis zu Kleingüterliften.

## Auflösung und Eingliederung in die Kone-Gruppe
1980 wurde die finnische Großgruppe Kone auf den bekannten deutschen Aufzugshersteller aufmerksam. Da man in Deutschland eine Marktnische sah und die Marke KONE hierzulande bodenständig machen wollte, entschloss man sich, die Firma zu akquirieren.
1984 wurde das zu dieser Zeit unter dem Namen „Bauer Aufzug GmbH & Co. KG“ firmierende Unternehmen von Kone vollständig in die Gruppe eingegliedert. Fünf Jahre später wurde die Produktion bei Bauer in Augsburg geschlossen und die Mitarbeiterzahl sank auf 125 Mitarbeiter, von denen heute alle nur noch in den Bereichen Montage, Service & Lager tätig sind.